# Dites-lui que je l'aime
Dites-lui que je l'aime ('Zeg haar dat ik van haar houd') is een Franse film van Claude Miller uit 1977 met in de hoofdrollen Gérard Depardieu, Miou-Miou en Claude Piéplu. Het verhaal is gebaseerd op de roman This Sweet Sickness uit 1960 van Patricia Highsmith.

## Verhaal
David Martinaud is een boekhouder in een stad die hij in het weekend verlaat onder het voorwendsel dat hij naar zijn ouders gaat om voor hen te zorgen. In werkelijkheid zijn zij reeds overleden en knapt hij een chalet op waar hij wil gaan wonen met Lise, een vrouw van wie hij al sinds zijn kinderjaren houdt. Lise is echter getrouwd met een andere man en heeft een kind. David gaat haar stalken, maar ze wijst zijn toenaderingspogingen steeds af. Ondertussen negeert David dat zijn buurvrouw net zo verliefd is op hem als hij op Lise.

## Rolverdeling
| Acteur              | Personage        |
| ------------------- | ---------------- |
| Gérard Depardieu    | David Martinaud  |
| Miou-Miou           | Juliette         |
| Claude Piéplu       | Chouin           |
| Jacques Denis       | Gérard Dutilleux |
| Dominique Laffin    | Lise             |
| Christian Clavier   | François         |
| Xavier Saint-Macary | Michel Barbet    |
| Véronique Silver    | Madame Barbet    |
| Annick Le Moal      | Camille          |
| Josiane Balasko     | Nadine           |
| Michel Pilorgé      | Maurice          |
| Jacqueline Jeanne   | Jeanne           |
| Michel Such         | Raymond          |
| Nathan Miller       | kind             |

## Nominaties
Bij de Césars van 1978 was de film genomineerd voor beste regie, beste acteur én actrice in een hoofdrol, cinematografie, montage en filmmuziek.